# Fata Salkunič
Fata Salkunič (* 9. März 1991 in Ljubljana) ist eine slowenische Fußballspielerin.

## Karriere

### Verein
Salkunič begann ihre Karriere in Slowenien mit ŽNK Krka Nove Mesto. Zur Saison 2006/2007 wechselte sie zu ŽNK Maribor und erzielte in 17 Spielen drei Tore. Nach ihrer ersten Profi-Saison verließ sie Maribor und heuerte bei ŽNK Krka an. In Krka erzielte sie in zwei Spielzeiten 30 Tore in 32 Spielen, bevor sie im Sommer 2009 beim Hamburger SV unterschrieb. Die Mittelfeldspielerin gab für den Hamburger SV ihr Debüt am 9. Mai 2010 gegen Tennis Borussia Berlin. Nach nur einer Saison wechselte sie im August 2010 in die Schweiz zum FC Basel. Im September 2011 wechselte sie zum FF USV Jena. Am 26. Januar 2012 wurde der Vertrag mit dem FF USV Jena aufgelöst, sie kehrte nach Slowenien zu ihrem Heimatverein ŽNK Krka Nove Mesto zurück. In Slowenien löste sie ihren Vertrag nach zwei Monaten wieder auf und wechselte im März 2012 zum serbischen Erstligisten Napredak Krusevac. Im August 2013 verließ sie Serbien und wechselte nach Griechenland in die Pan-Hellenic Women’s Football Championship zur Akademia Elpides Karditsas 94. Im Sommer 2015 wechselte sie innerhalb Griechenlands zu Olympiakos Karditsas. Nach einer Saison wechselte sie von Olympiakos Karditsas, zum AE Larisa.

### International
Salkunič ist A-Nationalspielerin von Slowenien und spielte zuvor für die U-19, sowie U-17 ihres Landes.

## Trainerkarriere
Seit Mai 2016 ist Salkunič Co-Trainerin der Olympiacos Soccer School of Karditsa.